# Jan Tollenaar
Jan Tollenaar (Zaamslag, 29 oktober 1912) was een Nederlandse burgemeester. Hij was lid van de NSB.

## Leven en werk
Tollenaar werd in 1912 in Zaamslag geboren als zoon van het landbouwersechtpaar Adriaan Tollenaar en Sara Haak. Na de middelbare school werd hij volontair bij de gemeentesecretarie van Zaamslag. Hij doorliep in Zaamslag een ambtelijk carrière. In 1938 werd hij er benoemd tot eerste ambtenaar ter secretarie en tevens tot waarnemend gemeentesecretaris. Al vroeg, in 1934, werd hij lid van de NSB. Na het uitbreken van de Tweede Wereldoorlog volgde hij de cursus voor burgemeester in Den Haag. Hij was groepsleider en kringvertegenwoordiger sociale zaken voor de NSB en tevens weerman bij de Weerbaarheidsafdeling (WA) van deze partij. Ook werkte hij voor het bureau van het Nederlands Arbeidsfront in Zaamslag. Hij was ook nog enige tijd werkzaam bij de gemeentesecretarie van Hazerswoude. In 1942 werd hij benoemd tot burgemeester van de gemeenten Benthuizen en Moerkapelle.
Na de oorlog moest hij zich voor tribunaal in Den Haag verantwoorden voor zijn gedrag tijdens de oorlog. Hem werd onder andere ten laste gelegd dat hij de plaatselijke hervormde predikant had laten arresteren evenals een tweetal personen, die brood inzamelden voor gevangenen in Vught.